# Just Dance 2016
Just Dance 2016 é um jogo eletrônico musical desenvolvido pela Ubisoft. Foi revelado em 15 de junho de 2015 durante a conferência E3 2015 e lançado em outubro de 2015 para PlayStation 3, PlayStation 4, Xbox 360, Xbox One, Wii e Wii U.

## Modos de Jogo
Como nos jogos anteriores, os jogadores escolhem uma música e seguem os passos dos dançarinos na tela com a coreografias. Os jogadores são julgados em um placar de acordo com a precisão de seus movimentos em comparação ao dançarino da tela. O jogo tem suporte para o uso dos acessórios de controle de movimento de cada console (Kinect no Xbox 360 e One, PlayStation Camera no PS4, PlayStation Move no PS3 e PS4 e Wii Remote no Wii e Wii U). Alternativamente, os jogadores podem também utilizar o aplicativo móvel para o controle dos movimentos..
O modo de jogo padrão foi reorganizado com o título de "Dance Party" — incluindo os modos competitivo e cooperativo. O modo "World Video Challenge" possibilita o jogador a enviar gravações de suas performances para outros jogadores como desafios. Nas "Dance Quests", os jogadores competem contra oponentes durante 3 músicas aleatórias selecionadas e desbloqueiam os próximos níveis ao ficar entre as 3 melhores pontuações do placar da Quest. As versões para os consoles de nova geração também incluem o "Showtime", onde os jogadores gravam clipes musicais dublando as músicas do jogo.

## Músicas
As seguintes canções foram adicionadas ao Just Dance 2016:
| Música                             | Artista                                                   | Ano  |
| ---------------------------------- | --------------------------------------------------------- | ---- |
| "All About That Bass"              | Meghan Trainor                                            | 2014 |
| "Animals"                          | Martin Garrix                                             | 2013 |
| "Balkan Blast Remix"               | Angry Birds                                               | 2015 |
| "Blame"                            | Calvin Harris feat. John Newman                           | 2014 |
| "Born This Way"                    | Lady Gaga                                                 | 2011 |
| "Boys (Summertime Love)"           | The Lemon Cubes (no estilo de Sabrina)                    | 1987 |
| "Chiwawa"                          | Wanko Ni Mero Mero                                        | 2015 |
| "Circus"                           | Britney Spears                                            | 2008 |
| "Cool for the Summer"              | Demi Lovato                                               | 2015 |
| "Copacabana"                       | Frankie Bostello (no estilo de Barry Manilow)             | 1978 |
| "Drop The Mambo"                   | Diva Carmina                                              | 2015 |
| "Fancy"                            | Iggy Azalea feat. Charli XCX                              | 2014 |
| "Fun"                              | Pitbull feat. Chris Brown                                 | 2015 |
| "Gibberish"                        | MAX                                                       | 2015 |
| "Hangover (BaBaBa)"                | Buraka Som Sistema                                        | 2011 |
| "Heartbeat Song"                   | Kelly Clarkson                                            | 2015 |
| "Hey Mama"                         | David Guetta feat. Nicki Minaj, Bebe Rexha and Afrojack   | 2015 |
| "Hit the Road Jack"                | Charles Percy (no estilo de Ray Charles)                  | 1961 |
| "I Gotta Feeling"                  | The Black Eyed Peas                                       | 2009 |
| "Ievan Polkka"                     | Hatsune Miku                                              | 2007 |
| "I'm an Albatraoz"                 | AronChupa                                                 | 2014 |
| "Irish Meadow Dance"               | O'Callaghan's Orchestra                                   | 2015 |
| "Junto A Ti"                       | Cast of Disney's Violetta                                 | 2012 |
| "Kaboom Pow"                       | Nikki Yanofsky                                            | 2015 |
| "Kool Kontact"                     | Glorious Black Belts                                      | 2015 |
| "Let's Groove"                     | Equinox Stars (no estilo de Earth, Wind & Fire)           | 1981 |
| "Lights"                           | Ellie Goulding                                            | 2011 |
| "No Control"                       | One Direction                                             | 2014 |
| "Rabiosa"                          | Shakira feat. El Cata                                     | 2011 |
| "Same Old Love"                    | Selena Gomez                                              | 2015 |
| "Stadium Flow"                     | Imposs                                                    | 2015 |
| "Stuck on a Feeling"               | Prince Royce                                              | 2014 |
| "Teacher"                          | Nick Jonas                                                | 2014 |
| "The Choice Is Yours"              | Darius Dante Van Dijk                                     | 2015 |
| "These Boots Are Made For Walkin'" | The Girly Team (no estilo de Nancy Sinatra)               | 1966 |
| "This Is How We Do"                | Katy Perry                                                | 2014 |
| "Under the Sea"                    | "A Pequena Sereia (filme de 1989)" da Disney              | 1989 |
| "Uptown Funk"                      | Mark Ronson feat. Bruno Mars                              | 2014 |
| "Want to Want Me"                  | Jason Derulo                                              | 2015 |
| "When the Rain Begins to Fall"     | Sky Trucking (no estilo de Jermaine Jackson e Pia Zadora) | 1984 |
| "William Tell Overture"            | Rossini                                                   | 1828 |
| "You Never Can Tell"               | A. Caveman & The Backseats (no estilo de Chuck Berry)     | 1964 |
| "You're the One That I Want"       | "Grease"                                                  | 1978 |
| "Улыбайся" (Smile)                 | IOWA                                                      | 2012 |

1. ↑  Exclusiva para o Just Dance Unlimited fora da Rússia

### Just Dance Unlimited
As versões do jogo para os consoles de nova geração incluem o Just Dance Unlimited, um serviço por assinatura de streaming que disponibiliza uma biblioteca com mais de 150 músicas dos jogos anteriores, e ainda novas músicas exclusivas adicionadas eventualmente. Foi lançada uma versão do jogo chamada de "Gold Edition" que inclui 3 meses de acesso ao serviço.
O serviço inclui músicas exclusivas:
| Artista                  | Música                            | Ano  | Data de lançamento     |
| ------------------------ | --------------------------------- | ---- | ---------------------- |
| OMI                      | "Cheerleader (Felix Jaehn Remix)" | 2014 | 20 de outubro de 2015  |
| Meghan Trainor           | "Better When I'm Dancin'"         | 2015 | 25 de novembro de 2015 |
| WALK THE MOON            | "Shut Up and Dance"               | 2014 | janeiro de 2016        |
| Jason Derulo             | "Get Ugly"                        | 2015 | fevereiro de 2016      |
| Avicii vs. Conrad Sewell | "Taste The Feeling"               | 2016 | março de 2016          |
| Nico & Vinz              | "Am I Wrong"                      | 2013 | abril de 2016          |
| Jess Glynne              | "Hold My Hand"                    | 2015 | maio de 2016           |
| IOWA                     | "Улыбайся (Smile)"                | 2012 | julho de 2016          |